# Jan Vanhevel
Jan Vanhevel (Oostende, 10 september 1948) is een Belgisch voormalig bankier en bestuurder.

## Levensloop
Jan Vanhevel is doctor in de rechten aan de Katholieke Universiteit Leuven en begon in 1971 als jurist bij de Kredietbank. Hij was vanaf 1972 actief in de regionale afdelingen tot hij in 1994 directeur werd van het directoraat verwerking en automatisering. In 1996 werd hij afgevaardigd bestuurder van deze bank ter vervanging van Wilfried Janssens, die op pensioen ging. Na de fusie met ABB Verzekeringen en CERA Bank in 1998 werd hij directeur informatica, personeel, binnenlandse kredietcomités binnen de nieuwe KBC Groep. In mei 2009 was hij binnen het directiecomité verantwoordelijk voor de activiteiten in Centraal- en Oost-Europa toen hij ad interim André Bergen verving als CEO. Een maand later werd hij de nieuwe CEO. Hij bleef dit tot hij in 2012 vervangen werd door Johan Thijs.
Eind 2005 werd Vanhevel voorzitter van de Belgische bankenfederatie Febelfin ter vervanging van Luc Vandewalle. Hij bleef voorzitter tot zijn mandaat eind 2008 afliep. Stefaan Decraene volgde hem op als Febelfin-voorzitter.
Vanhevel was van 2009 tot 2021 voorzitter van Cofena, een organisatie die jaarlijks verschillende klassieke concerten organiseert in de Koningin Elisabethzaal in Antwerpen. Hij werd in deze hoedanigheid door Filip Dierckx opgevolgd. Hij was tevens bestuurder van het Antwerpse theatergezelschap Hetpaleis en het Antwerpse symfonieorkest deFilharmonie. Hij is tevens onafhankelijk bestuurder van siliconenproducent Soudal, verzekeraar Ensur en de Griekse bank Alpha Bank. Ook was hij bestuurder van kunststofproducent Ravago.